# Distretto di Kasur
Il distretto di Kasur (in urdu: ضلع قصور) è un distretto del Punjab, in Pakistan, che ha come capoluogo Kasur. Nel 1998 possedeva una popolazione di 2.375.875 abitanti.